# Premi Català de l'Any
El Premi Català de l'Any és un guardó que atorguen els lectors d'El Periódico de Catalunya i els espectadors del programa Els matins de Televisió de Catalunya des de l'any 2000 a una personalitat destacada de la societat catalana. Els lectors del diari proposen els candidats i són els encarregats de decidir el guanyador.
El premi es lliura conjuntament amb els premis Iniciativa Empresarial, Esdeveniment de l'Any i Iniciativa Solidària.

## Premiats
- 2000: Ernest Lluch (a títol pòstum), polític
- 2001: Pau Gasol, jugador de bàsquet
- 2002: Manuela de Madre, política
- 2003: Ferran Adrià, cuiner
- 2004: Joan Manuel Serrat, cantant
- 2005: Joan Massagué i Solé, bioquímic
- 2006: Neus Català, supervivent dels camps de concentració nazis
- 2007: Pasqual Maragall i Mira, President de la Generalitat de Catalunya (2003-2006)
- 2008: Vicenç Ferrer i Moncho, cooperant
- 2009: Pep Guardiola, entrenador del Futbol Club Barcelona
- 2010: David Miret, cap de colla dels Castellers de Vilafranca
- 2011: Joaquim Maria Puyal, periodista
- 2012: Josep Sánchez de Toledo, responsable d'oncologia infantil de la Vall d'Hebron
- 2013: Josefina Castellví i Piulachs, oceanògrafa, primera dona a dirigir una base científica a l'Antàrtida
- 2014: Lucía Caram, religiosa, activista social. Nominats: Jordi Évole, Eduard Gratacós.[1]
- 2015: Òscar Camps, activista. Finalistes: el músic Pau Donés i l'escriptor Josep Maria Espinàs.[3]
- 2016: Oriol Mitjà, metge investigador. Finalistes: Francisco Ibáñez, dibuixant i Manel Pousa, sacerdot.
- 2017: Josep Maria Pou, actor i director. Finalistes: Maria del Mar Bonet, cantant i Manola Brunet, doctora climatòloga.
- 2018: no celebrat.
- 2019: no celebrat.
- 2021: Jaume Plensa.[4]
- 2022: no celebrat.
- 2023: Antonio Díaz Cascajosa (Mago Pop)[5]